# 安楽寺 (広島市東区牛田)
安楽寺（あんらくじ）は広島県広島市東区牛田本町1丁目にある浄土真宗本願寺派の寺院。山号を壽永山という。本堂は被爆建物。

## 歴史
1433年建立。
1533年天台宗から浄土真宗に改められ、現在の位置に建てられる。
1758年に、広島城下で起きた大火が川を越えて飛び火し、類焼。その後、1788年に本堂が再建される。
江戸時代から明治初期にかけて寺小屋が開かれ、後の広島市立牛田小学校の前身となった。
1945年8月6日原子爆弾投下で、本堂や山門が骨組みになるなどといった被害が出る。境内にあった「ときわ幼稚園」では園児数人が負傷。
現在の山門は1990年に建てられた。

## 文化財
「木造如意輪観音菩薩坐像」が広島市指定の重要有形文化財となっている。

## 大イチョウ
境内に被爆樹木がある。江戸時代の大火にも、原爆にも耐えており樹齢350年程とされる。イチョウには以下のような伝承が残っている。
『約350年前、平田宅六という人が江戸に上った際、麻生の善福寺にお参りをした。そこで、生えていたイチョウの木の枝を持ち帰り、安楽寺に植えた。木は「親鸞がもっていたイチョウの木で作った杖を逆さまにし刺して根つき、それを通じて浄土真宗の教えが盛んになるしるしに、芽がでると約したとされる」とされる由緒ある木であった。』
これにちなみ、安楽寺の前を通る道路は牛田学区社会福祉協議会により「いちょう小径」という道路愛称がつけられている。